# Барський Валерій Євгенович
Валерій Євгенович Барський (нар. 9 лютого 1964, Миколаїв) — український самбіст, дзюдоїст, майстер спорту міжнародного класу, заслужений тренер України, суддя міжнародної категорії, заслужений працівник фізичної культури і спорту України, перший заступник голови Миколаївської обласної організації «Динамо».

## Життєпис

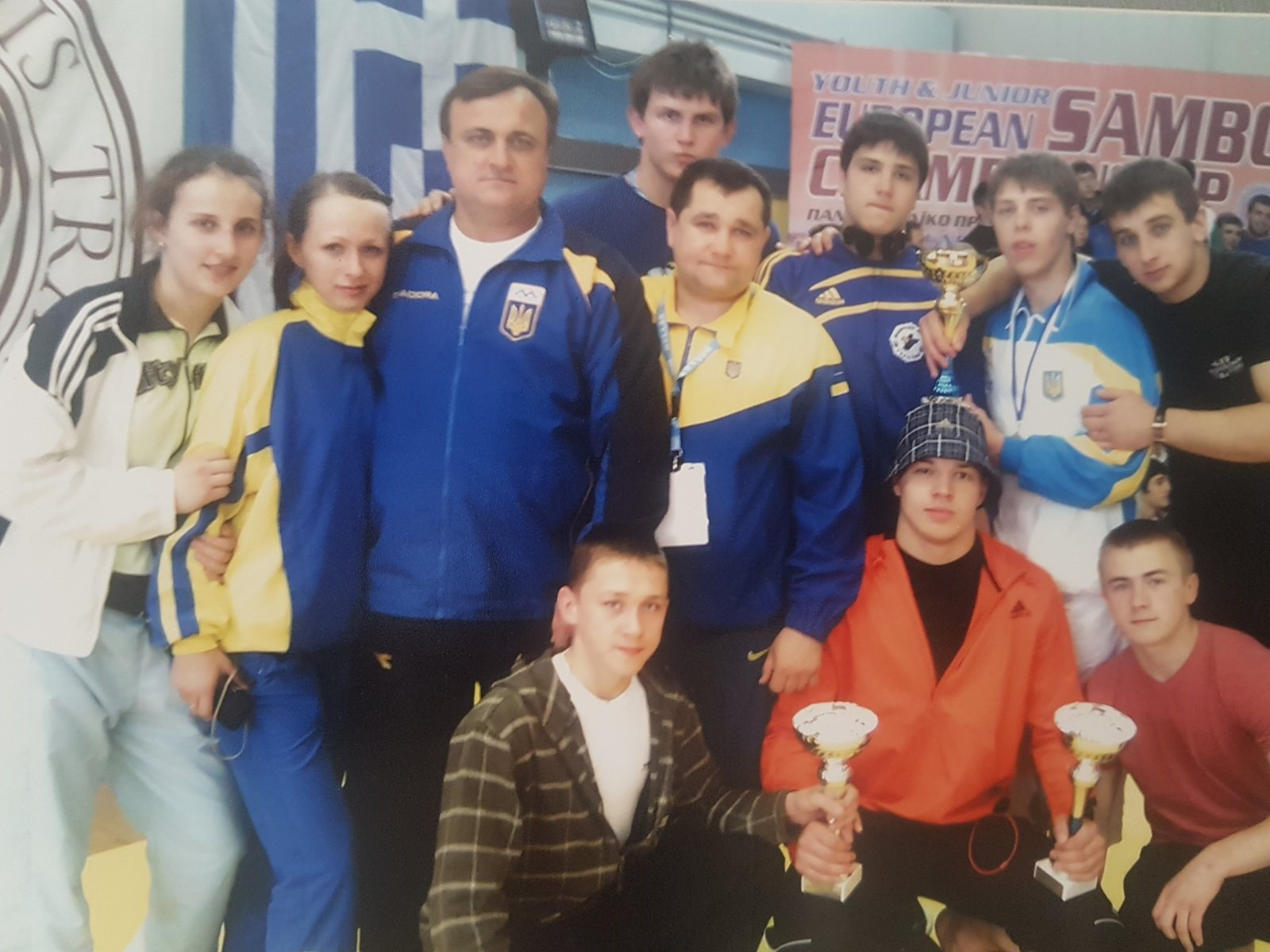
Старший тренер молодіжної збірної України із самбо Валерій Барський з підопічними, Салоніки, 2009

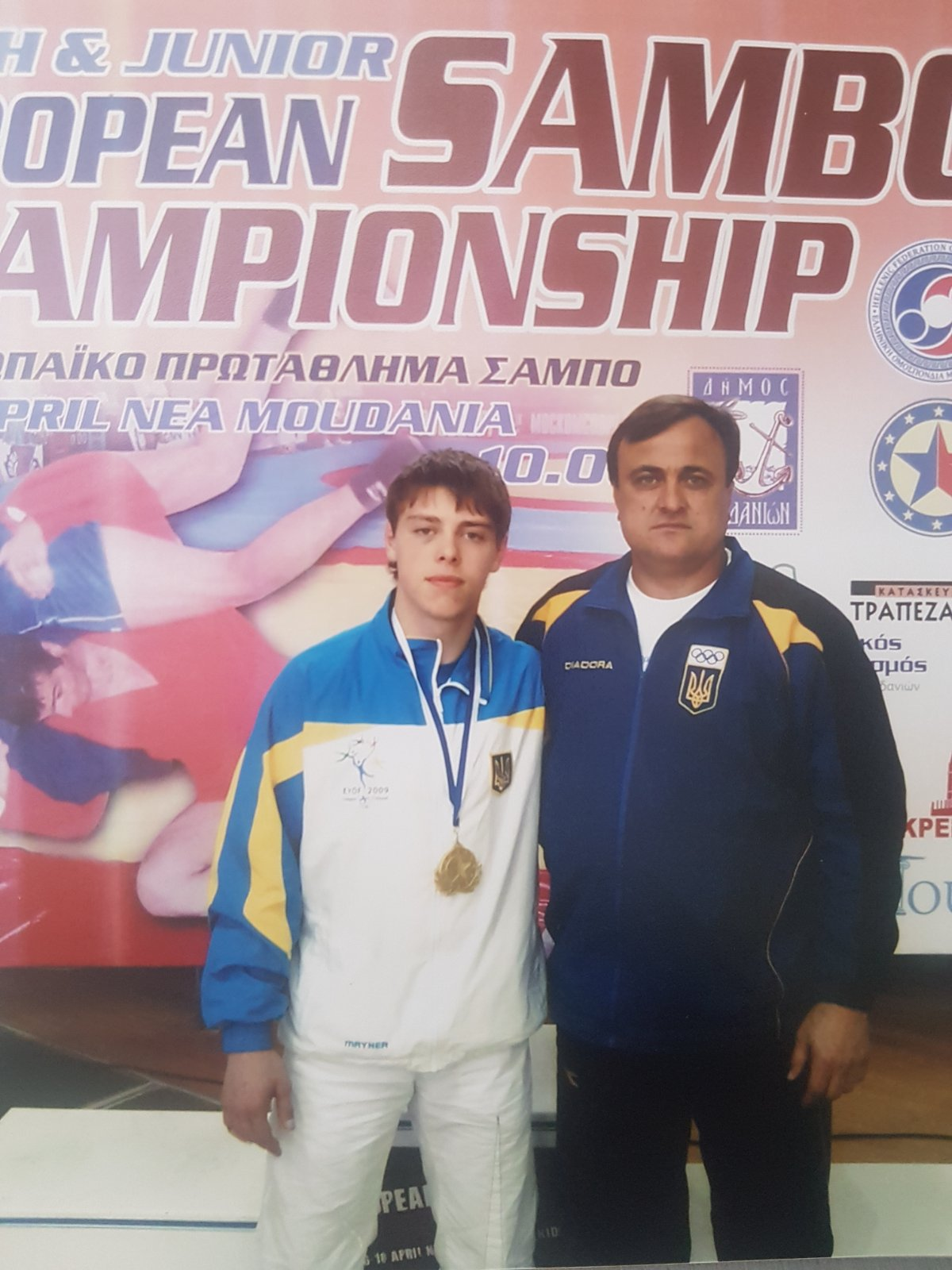
Валерій Барський з чемпіоном молодіжного чемпіонату Європи Кирилом Мельниченком, Салоніки, 2009

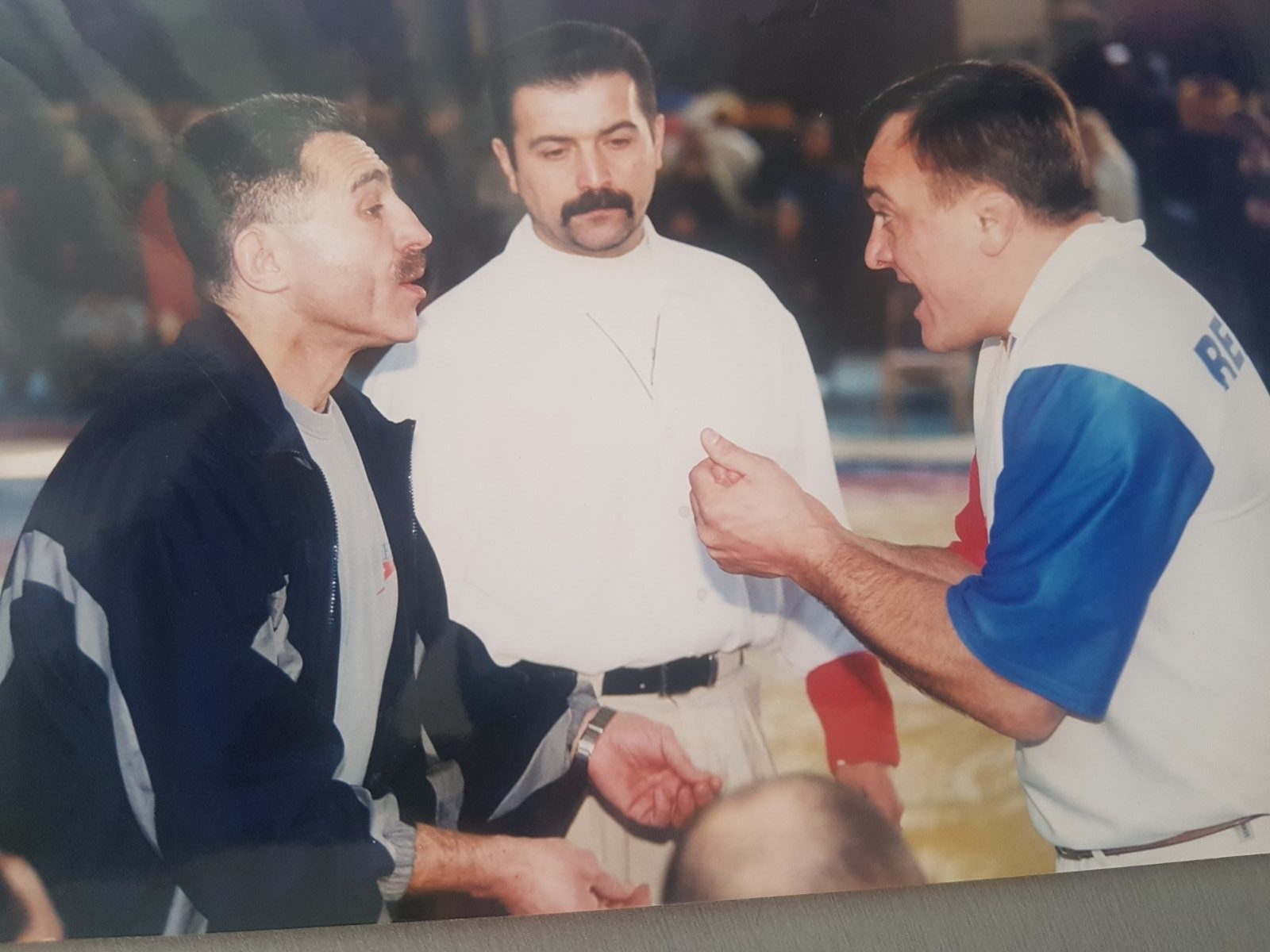
Фінал Чемпіонату України із самбо 1999 року, суддя Валерій Барський

Народився в Миколаєві, виріс в мікрорайоні ПТЗ. З третього класу почав займатися різними видами спорту: плаванням у спорткомплексі «Зоря», акробатикою, волейболом. Заняття дзюдо і самбо почав 1978 року в ДЮСШ «Мужність» у тренера Миколи Кондрашова. Після смерті останнього почав тренуватися під керівництвом Михайла Сеніва. Після закінчення середньої школи № 8 (зараз Академія дитячої творчості) поступив на відділення фізичного виховання Миколаївського державного педагогічного інституту. Після першого курсу перевівся до Київського державного інституту фізичної культури. Норматив кандидата в майстри спорту із дзюдо виконав, посівши друге місце на першості Української ради Добровільного спортивного товариства (ДСТ) «Буревісник» серед юніорів. У 1981 році в Кіровограді виконав норматив кандидата в майстри спорту із самбо, посівши 3 місце на чемпіонаті України. Виступав за СКА Київ, перемагав на всесоюзних змаганнях, був призером міжнародного турніру дружніх армій. Виконав нормативи майстра спорту із самбо та дзюдо. У 1986 році став чемпіоном СРСР серед юніорів та чемпіоном України із самбо. З того ж року потрапив до складу збірної СРСР із самбо. У 1986—1988 роках здобував титули чемпіона Збройних Сил СРСР із самбо. Чемпіон України із самбо у 1986—1988 та 1990—1992 роках. Чемпіон України із дзюдо 1988 та 1989 років. Наприкінці 1980-х повернувся до Миколаєва, де продовжив кар'єру спортсмена у ДСТ «Динамо», паралельно розпочавши тренерську діяльність. У 1988 став чемпіоном змагань Центральної Ради ДСТ «Динамо» в Тулі. Наступного року виграв чемпіонат МВС СРСР у Дніпропетровську. У 1992 році став срібним призером Кубка світу в Алма-Аті, виграв у Москві престижний міжнародний турнір пам'яті засновника боротьби самбо Анатолія Харлампієва. За ці досягнення отримав звання майстра спорту міжнародного класу із самбо. Також ставав чемпіоном МВС СРСР, чемпіоном світу серед поліцейських, згодом двічі вигравав чемпіонат світу із самбо серед ветеранів.
З 1992 року перейшов на тренерську роботу. Перші тренування проводив у дитячо-спортивному клубі «Юність» на вулиці Садовій. Невдовзі вихованці молодого тренера Руслан Русін та Ольга Акуленко виконали норматив майстрів спорту. Однак зала клубу «Юність» була дуже маленька. Тому в середині 1990-х Валерій Барський з однодумцями Володимиром Москаленко та Олександром Майбородою орендували зал на базі товариства «Динамо» на вулиці Спортивній. У нових, кращих умовах виступи вихованців стали успішнішими. Ольга Акуленко стала чемпіонкою Європи із самбо, майстром спорту міжнародного класу, Максим Михайленко здобув титул чемпіона України із дзюдо, призерами престижних міжнародних змагань ставали Віталій Копняєв, Костянтин Урсалов, Валерій Каляма, Ганна Гудь та інші. Траплялося, що на чемпіонаті Європи із самбо збірну України представляли одразу шестеро спортсменів з Миколаєва. Був одним із тренерів збірної команди України із самбо, старшим тренером Федерації боротьби дзюдо Миколаївської області. Обіймав посаду віцепрезидента Національної федерації самбо України.
У 2000 році став заступником голови Миколаївської обласної організації «Динамо». Почав опікуватися не лише боротьбою, а й іншими видами спорту: веслуванням на байдарках і каное, академічним веслуванням, фехтуванням, боксом, легкою атлетикою, що дало результати через чотири роки. Якщо у 2000 році на Олімпійських іграх в Сіднеї миколаївське «Динамо» представляла одна Інга Бабакова, то на Олімпіаді 2004 року в Афінах миколаївських динамівців було вже четверо, а веслувальник Сергій Білоущенко став бронзовим олімпійським медалістом. Ще через чотири роки на Олімпійських іграх в Пекіні представники миколаївського обласного товариства «Динамо» Ольга Харлан та Олена Хомрова стали олімпійськими чемпіонками з фехтування, а стрибун у воду Ілля Кваша здобув бронзову нагороду.
У 2008 році переїхав до Києва, де чотири роки очолював Київську міську організацію «Динамо», після чого знову повернувся до рідного міста.

## Родина

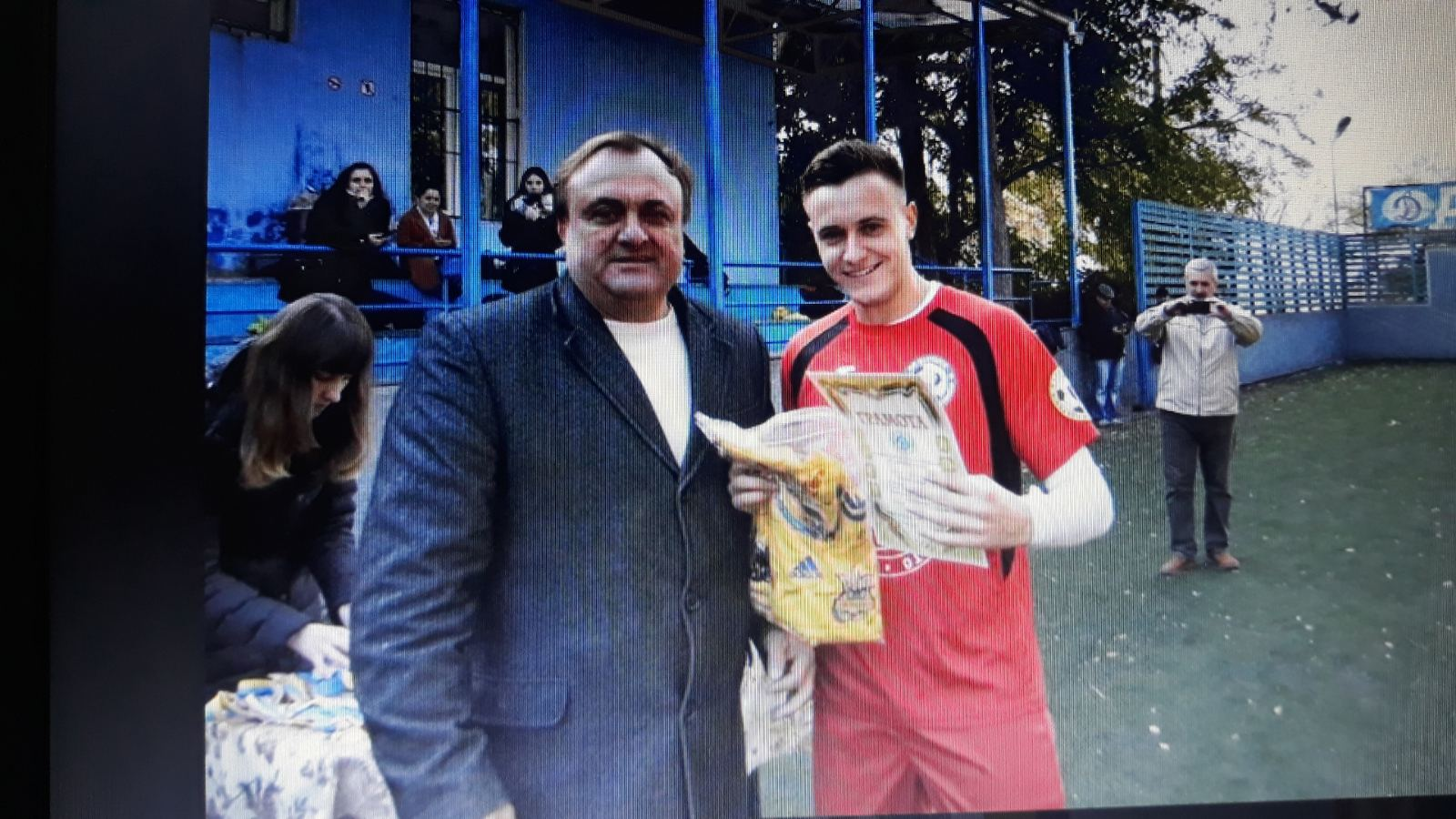
Валерій Барський із сином Владиславом

Молодший син Валерія Барського Владислав — футболіст, захисник, відомий виступами за «Суднобудівник», «Миколаїв-2», «Кристал» (Херсон), «Дніпро» (Черкаси).